# Fublaines
Fublaines là một xã ở tỉnh Seine-et-Marne, thuộc vùng Île-de-France ở miền bắc nước Pháp.

## Dân số
Người dân ở Fublaines được gọi là Fublainois.
Vào the estimation of 2006, xã này có dân số là 822.